# Rafi Ahmed

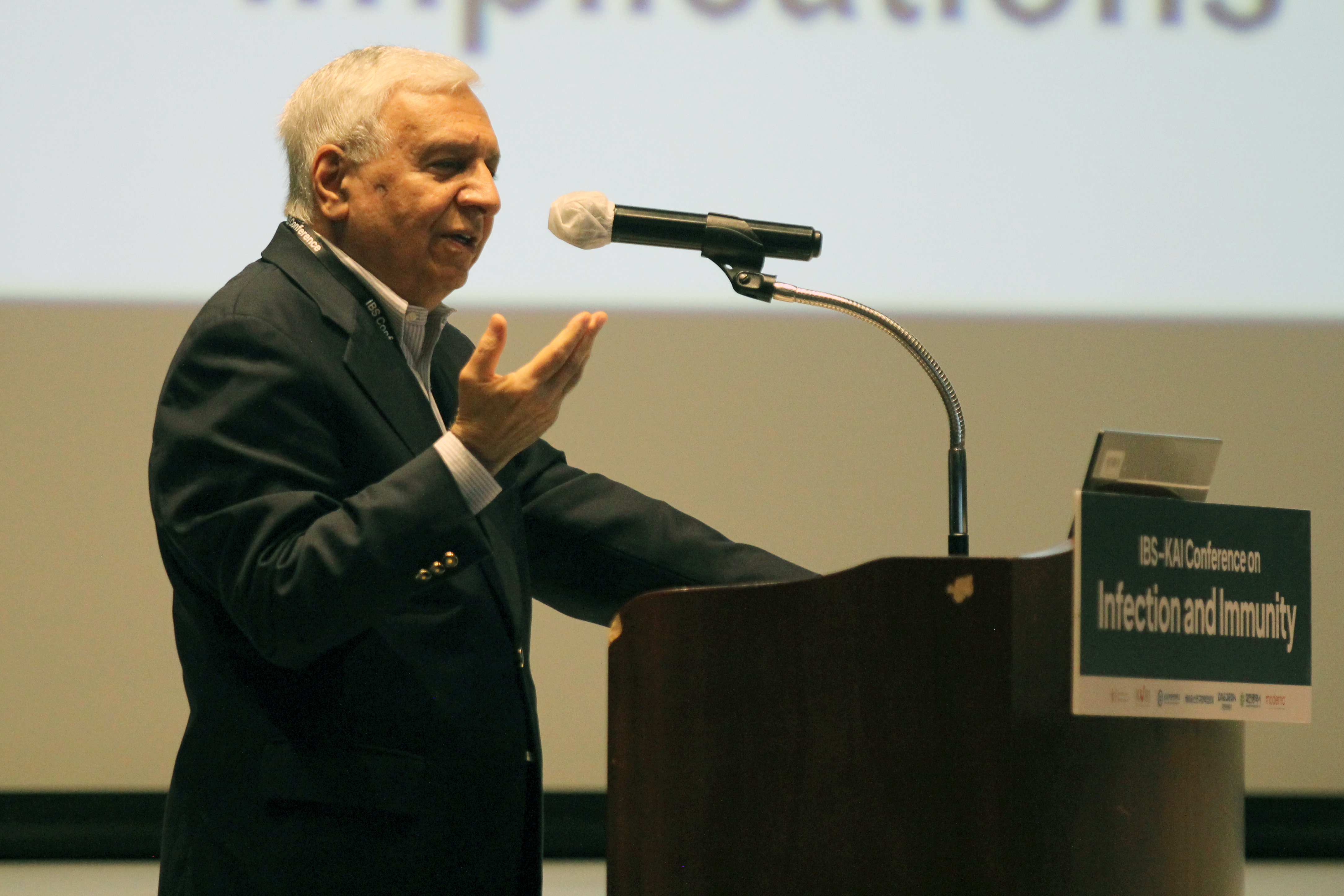
Rafi Ahmed

Rafi Ahmed (* 1948 in Hyderabad, Indien) ist ein indisch-amerikanischer Immunologe an der Emory University in Atlanta, Georgia.
Ahmed konnte wesentlich zur Aufklärung der Differenzierung der T-Gedächtniszellen und der Bedeutung der T-Zellen und B-Zellen bei der Entwicklung einer Immunität gegen Viren beitragen. Unter anderem konnte mTOR als zentrales Element der Differenzierung CD8-positiver Gedächtniszellen identifiziert werden, PD-1 dagegen als wichtigster Vermittler der „Erschöpfung“ von T-Zellen bei chronischen Infektionen. Seine Forschung ermöglichte u. a. die Entwicklung der PD-1-Inhibitoren (z. B. Atezolizumab, Ipilimumab, Nivolumab und  Pembrolizumab; siehe auch Immun-Checkpoint-Inhibitor).
Ahmed erwarb 1968 an der Osmania University in Hyderabad einen Bachelor in Chemie. An der Idaho State University in Pocatello erwarb er 1972 einen zweiten Bachelor und 1974 einen Master, jeweils in Mikrobiologie. Zwei Jahre arbeitete er als Forschungsassistent an der McGill University, wo er sich der Virologie zuwandte, 1981 erreichte er an der Harvard University einen PhD. Als Postdoktorand arbeitete er am Scripps Research Institute, bevor er 1984 an der University of California, Los Angeles zunächst Assistant Professor wurde, 1988 Associate Professor und 1992 eine ordentliche Professur erhielt. 1995 wechselte er als Gründungsdirektor des Emory Vaccine Center und Professor für Mikrobiologie und Immunologie an die Emory University in Atlanta, Georgia. Seit 2000 steht er zusätzlich dem dortigen Emory/Atlanta Center for AIDS Research vor.
Seit 2009 ist Ahmed Mitglied der National Academy of Sciences, seit 2021 der American Academy of Arts and Sciences. 2017 erhielt er den Robert-Koch-Preis und den William B. Coley Award. Er hat – Stand April 2021 – einen h-Index von 153.
Rafi Ahmed ist verheiratet und hat zwei Kinder.